# Abraham de Georgiis
Le vénérable François Abraham de Georgiis, né en 1563 à Alep (Syrie) et mort (égorgé) le 30 avril 1595 à Massaoua (Érythrée) est un prêtre jésuite maronite libanais. Envoyé rejoindre la Mission jésuite d'Éthiopie il y subit le martyre en avril 1595. La cause de sa béatification fut ouverte en 1902. 

## Biographie
D’origine libanaise maronite, Abraham de Georgiis est séminariste au Collège maronite de Rome avant d'entrer dans la Compagnie de Jésus au noviciat Saint-André, le 20 décembre 1582. Le noviciat terminé il fait des études de lettres à Florence (1584-1586), ensuite la philosophie et la théologie avec les ‘cas de conscience’ au Collège romain, à Rome (1587-1591).  Le cours se termine par l’ordination sacerdotale (1591). Déjà bon connaisseur de plusieurs langues orientales – arabe, hébreu, chaldéen et syriaque – il se prépare à rejoindre la mission indienne, Embarquant à Lisbonne il arrive à Goa en 1592. Il est destiné à œuvrer parmi les chrétiens de saint Thomas sur la côte de Malabar. Il ne passe qu'un an au Kerala.
À cette époque, les supérieurs jésuites de Goa et le Vice-roi Matthias Albuquerque apprennent que les deux jésuites Pedro Páez et Antonio Monserrate étaient tombés aux mains des Turcs, ce qui avait laissé le vieux Francisco Lopez seul en Éthiopie. C'est Georgiis qui est choisi en 1593, pour aller lui apporter le soutien nécessaire. Il obtient un an pour s’y préparer.  
Envoyé par le vice-roi le 5 janvier 1595, Georgiis se laisse pousser la barbe et prend les habits d’un marchand arménien pour faire le voyage. Il fait escale à Diu avant de s’embarquer sur un navire marchand indien en partance pour le port de Massaoua (aujourd'hui en Érythrée).  Il y est bien reçu par le gouverneur turc de la place forte, un certain Xafer, et parvient à entrer en contact avec les éthiopiens envoyés par Francisco Lopez à sa rencontre. Après de nombreuses tractations il obtient de Xafer la permission de poursuivre son voyage vers l’intérieur du continent africain. 
Georgiis est déjà en route lorsque le gouverneur turc, pris de soupçons sur l’identité réelle du ‘marchand arménien’ envoie ses gardes l’arrêter. Amené en présence du gouverneur il est sommé de dire s’il est chrétien ou musulman.  Georgiis confesse alors sa foi chrétienne et déclare être prêt à mourir pour sa foi (toute présence chrétienne étant interdite sur le territoire).  Ayant quelque sympathie pour lui Xafer tente de le convaincre de devenir musulman. L’attitude du missionnaire est inébranlable ce qui lui vaut le châtiment capital d’avoir la gorge tranchée. Il avait auparavant troqué son habit arménien pour une soutane, désirant mourir en prêtre jésuite. Il meurt le 30 avril 1595 à Massaoua.
Des phénomènes extraordinaires se seraient produits après sa mort comme martyr. De vie spirituelle profonde il révèle un comportement courageux et sans équivoque lorsqu'il s’agit de professer sa foi chrétienne devant le gouverneur turc, Xafer. La relation de son martyre est faite par Mgr Apollinaris de Almeida (en décembre 1630), et le patriarche d’Éthiopie, Afonso Mendes, poursuit le procès en 1640. 
La cause de sa béatification du Vénérable Abraham de Georgiis est officiellement introduite à Rome le 19 juin 1902. Mais elle n'a guère progressé et semble abandonnée. 

## Liens
- Notices d'autorité :   - VIAF
  - ISNI
  - GND
  - NUKAT